# Jang Woo-hyuk
Jang Woo-hyuk (장우혁?, 張佑赫?, Jang U-hyeokLR, Chang UhyŏkMR; Daegu, 8 maggio 1978) è un cantante sudcoreano.Dal 1996 è membro del gruppo musicale HOT, mentre dal 2001 al 2003 ha fatto parte dei JTL.

## Discografia

### Album in studio
Da solista
- 2005 – No More Drama
- 2006 – My Way

Con gli HOT
- 1996 – We Hate All Kinds of Violence
- 1997 – Wolf and Sheep
- 1998 – Resurrection
- 1999 – I Yah!
- 2000 – Outside Castle

Con i JTL
- 2001 – Enter the Dragon
- 2002 – Love Story
- 2003 – Run Away

## Riconoscimenti
- Mnet Asian Music Award
  - 2005 – Candidatura a Miglior esibizione di ballo per "Sun That Never Sets"
  - 2011 – Candidatura a Miglior esibizione di ballo (solista) per "Time is (L)over"